# Вальдганс, Иржи
Иржи Вальдганс (чеш. Jiří Waldhans; 17 апреля 1923 — 28 марта 1995) — чешский дирижёр.
Окончил Академию музыки имени Яначека в Брно (1948), ученик Богумира Лишки. Затем учился в Зальцбурге у Игоря Маркевича.
В 1949—1951 гг. репетитор и хормейстер в Остравской опере, в 1951—1954 гг. руководил оркестром в Брно. В 1955—1962 гг. возглавлял Остравский симфонический оркестр, в 1962—1978 гг. Филармонический оркестр Брно. Преподавал в Академии имени Яначека.
Записал ряд произведений Бетховена, Дворжака, Яначека, Богуслава Мартину, Дариуса Мийо.
Был женат на оперной певице Миладе Шафранковой.